# Саркайоки
Саркайоки, известная также как Вахерйоки — река в России, протекает по Суоярвскому району Карелии.
Вытекает из озера Сариярви юго-западнее Райконкоски как Вахерйоки, пересекает железную дорогу Янисъярви — Суоярви, протекая через озеро Латваярви, принимает правый приток — Лаутаоя. Течёт на запад вдоль железной дороги, севернее посёлка Леппясюрья принимает правый приток — Ихатсунйоки, далее через озеро Саркаярви, ниже которого носит имя Саркайоки. Принимает левый приток из озера Рекиярви, после чего впадает в озеро Суйстамонъярви, которое посредством Улмосенйоки сообщается с озером Янисъярви. Длина реки составляет 22 км, площадь водосборного бассейна 204 км².

## Данные водного реестра
По данным государственного водного реестра России относится к Балтийскому бассейновому округу, водохозяйственный участок реки — Водные объекты бассейна оз. Ладожское без рр. Волхов, Свирь и Сясь, речной подбассейн реки — Нева и реки бассейна Ладожского озера (без подбассейна Свирь и Волхов, российская часть бассейнов). Относится к речному бассейну реки Нева (включая бассейны рек Онежского и Ладожского озера).
Код объекта в государственном водном реестре — 01040300212102000011013.